# Большой Улуй (река)
Большой Улуй — река в Красноярском крае России, правый приток Чулыма. Устье реки находится в 1060 км от устья по правому берегу Чулыма. Протяжённость реки 160 км, площадь бассейна — 2150 км².

## Притоки
- 29 км: Листвянка (лв)
- 62 км: Лапшиха (лв)
- 64 км: Тулатка (пр)
- 70 км: Чувашка (лв)
- 73 км: Белая (пр)
- 74 км: Тимонинская (лв)
- 88 км: Козловская (лв)
- 102 км: Большая Чёрная (пр)
- 116 км: Таловка (пр)
- 123 км: Бобровка (пр)
- 129 км: Черемушка (пр)
- 132 км: Каменка (лв)

## Данные водного реестра
По данным государственного водного реестра России относится к Верхнеобскому бассейновому округу, водохозяйственный участок реки — Чулым от г. Ачинск до водомерного поста села Зырянское, речной подбассейн реки — Чулым. Речной бассейн реки — (Верхняя) Обь до впадения Иртыша.
Код водного объекта — 13010400212115200016084.